# Лавальєха
Лавальєха (ісп. Lavalleja) — один із департаментів Уругваю, розташований в південно-східній частині країни. На півночі межує з департаментом Трейнта-і-Трес, на сході з Рочею, на півдні з Канелонесом і Мальдонадо, а на заході з Флоридою. Столиця — місто Мінас. Площа департаменту становить 10 016 км².

## Назва
Департамент завдячує назвою генералові Хуану Антоніо Лавальєха, який брав участь у політичній та військовій боротьбі за незалежність країни та народився в цьому департаменті.

## Історія
Департамент було створено 16 червня 1837 року. Спочатку він носив назву «Мінас». У березні 1888 року парламент ухвалив рішення надати населеному пунктові Мінас статус міста, а вже 26 грудня 1927 року після тривалих дебатів, департамент нарешті було перейменовано на «Лавальєха».

## Географія
Департамент розташований на рівнинній місцевості, що утворилася на місці зруйнованих гір. Тут присутні вулканічні та метаморфічні гірські породи. Середня річна температура становить 17 °C, річна кількість опадів — 1000 мм.

## Економіка
На півночі регіону переважає тваринництво (розведення великої рогатої худоби, вівчарство), на півдні рослинництво (пшениця, кукурудза, ячмінь, буряк, картопля, рис, виноград, фрукти).

## Головні населені пункти
Міста і села з населенням понад 100 осіб (Дані офіційного перепису населення 2004 року):
| Місто/Село             | Населення |
| ---------------------- | --------- |
| Хосе-Батльє-і-Ордоньєс | 2 424     |
| Колон                  | 223       |
| Ільєскас               | 133       |
| Хосе-Педро-Варела      | 5 332     |
| Марискала              | 1 674     |
| Мінас                  | 37 925    |
| Пірараха               | 723       |
| Соліс-де-Матаохо       | 2 676     |
| Сапікан                | 602       |